# Campeonato Mundial de Para-Atletismo de 2017 - 100 metros masculino
As competições de 100 metros masculino no Campeonato Mundial de Para-Atletismo de 2017 foram divididas em algumas categorias conforme o tipo e grau de deficiência dos atletas.

## Sumário de medalhistas
| Cat. | Medalha de ouro                | Medalha de prata                    | Medalha de bronze          |
| ---- | ------------------------------ | ----------------------------------- | -------------------------- |
| T11  | David Brown Guia: Jerome Avery | Ananias Shikongo Guia: Even Tjiviju | Di Dongdong Guia: Mao Deyi |
| T12  | Leinier Savón Pineda           | Ndodomzi Ntutu                      | Joan Munar Martínez        |
| T13  | Jason Smyth                    | Mateusz Michalski                   | Chad Perris                |
| T33  | Ahmad Almutairi                | Toby Gold                           | Andrew Small               |
| T34  | Walid Ktila                    | Rheed McCracken                     | Mohamed Al-Hammadi         |
| T35  |                                |                                     |                            |
| T36  |                                |                                     |                            |
| T37  | Mateus Evangelista Cardoso     | Charl Du Toit                       | Vladyslav Zahrebelnyi      |
| T38  |                                |                                     |                            |
| T42  | Scott Reardon                  | Daniel Wagner                       | Richard Whitehead          |
| T44  | Jonnie Peacock                 | Johannes Floors                     | Jarryd Wallace             |
| T47  | Petrúcio Ferreira dos Santos   | Yohansson Nascimento                | Michal Derus               |
| T51  |                                |                                     |                            |
| T52  |                                |                                     |                            |
| T53  |                                |                                     |                            |
| T54  | Leo Pekka Tahti                | Liu Yang                            | Kenny van Weeghel          |

## Categoria T11
A disputa ocorreu em três rodadas preliminares e uma final, todas disputadas em 15 de julho. Os vencedores das rodadas preliminares (Q) garantiram vaga na final. Além disso, o melhor ainda não classificado (q), independentemente da rodada em que participou, avançou à final. Os resultados estão em segundos.

### Rodadas preliminares
Rodada preliminar 1
| Pos. | Atleta                                     | País           | Resultado | Notas |
| ---- | ------------------------------------------ | -------------- | --------- | ----- |
| 1    | Lex Gillette Guia: Mason Rhodes            | Estados Unidos | 11,65     | Q     |
| 2    | Suphachai Songphinit Guia: Wanchai Khaodee | Tailândia      | 12,11     |       |
| 3    | Mehmet Tunc Guia: Bugra Han Kocabeyoglu    | Turquia        | 12,19     |       |

Rodada preliminar 2
| Pos. | Atleta                                         | País    | Resultado | Notas |
| ---- | ---------------------------------------------- | ------- | --------- | ----- |
| 1    | Ananias Shikongo Guia: Even Tjiviju            | Namíbia | 11,37     | Q     |
| 2    | Di Dongdong Guia: Mao Deyi                     | China   | 11,41     | q     |
| 3    | Martín Parejo Maza Guia: Albert Selva Comadran | Espanha | 11,68     |       |
| 4    | José Chamoleia Guia: Nicolau Ernesto Palanca   | Angola  | 11,97     |       |

Rodada preliminar 3
| Pos. | Atleta                                          | País           | Resultado | Notas |
| ---- | ----------------------------------------------- | -------------- | --------- | ----- |
| 1    | David Brown Guia: Jerome Avery                  | Estados Unidos | 11,26     | Q     |
| 2    | Fan Zetan Guia: Huang Zhihui                    | China          | 11,53     |       |
| 3    | Ricardo Costa de Oliveira Guia: Célio Silva     | Brasil         | 11,60     |       |
| 4    | Xavier Porras Guia: Enric Ismael Martín Panades | Espanha        | 12,38     |       |

### Final
| Pos.              | Atleta                              | País           | Resultado | Notas |
| ----------------- | ----------------------------------- | -------------- | --------- | ----- |
| Medalha de ouro   | David Brown Guia: Jerome Avery      | Estados Unidos | 11,20     |       |
| Medalha de prata  | Ananias Shikongo Guia: Even Tjiviju | Namíbia        | 11,33     |       |
| Medalha de bronze | Di Dongdong Guia: Mao Deyi          | China          | 11,55     |       |
| 4                 | Lex Gillette Guia: Mason Rhodes     | Estados Unidos | 11,60     |       |

## Categoria T12
A disputa ocorreu em quatro rodadas preliminares, duas semifinais e uma final, disputadas em 14 e 15 de julho. Os vencedores das rodadas preliminares (Q) garantiram vaga nas semifinais. Além disso, os quatro melhores ainda não classificados (q), independentemente da rodada em que participaram, avançaram às semifinais. Nas semifinais, os oito atletas foram divididos em duas corridas. O vencedor de cada semifinal (Q) garantiu vaga na final. Além disso, os dois melhores ainda não classificados (q), independentemente da rodada em que participaram, avançaram à final. Os resultados estão em segundos.

### Rodadas preliminares
Rodada preliminar 1
| Pos. | Atleta                                | País        | Resultado | Notas |
| ---- | ------------------------------------- | ----------- | --------- | ----- |
| 1    | Zachary Shaw                          | Reino Unido | 11,40     | Q     |
| 2    | George Quarcoo Guia: Dmitry Issajenko | Canadá      | 11,41     |       |
| 3    | Sun Qichao                            | China       | 11,51     |       |
| 4    | Thomas Ulbricht                       | Alemanha    | 11,52     |       |

Rodada preliminar 2
| Pos. | Atleta               | País     | Resultado | Notas |
| ---- | -------------------- | -------- | --------- | ----- |
| 1    | Leinier Savón Pineda | Cuba     | 10,88     | Q     |
| 2    | Joan Munar Martínez  | Espanha  | 11,14     | q     |
| 3    | Mahdi Afri           | Marrocos | 11,27     | q     |
| 4    | Athanasios Ghavelas  | Grécia   | 11,39     |       |

Rodada preliminar 3
| Pos. | Atleta                          | País          | Resultado | Notas |
| ---- | ------------------------------- | ------------- | --------- | ----- |
| 1    | Fabricio Junior Barros Ferreira | Brasil        | 11,16     | Q     |
| 2    | Hilton Langenhoven              | África do Sul | 11,31     | q     |
| 3    | Mansur Abdirashidov             | Uzbequistão   | 11,32     | q     |
| 4    | Tobias Jonsson                  | Suécia        | 11,64     |       |

Rodada preliminar 4
| Pos. | Atleta                                   | País           | Resultado | Notas |
| ---- | ---------------------------------------- | -------------- | --------- | ----- |
| 1    | Ndodomzi Ntutu                           | África do Sul  | 11,05     | Q     |
| 2    | Josiah Jamison Guia: Rolland James Slade | Estados Unidos | 11,38     |       |
| 3    | Djamil Nasser                            | Argélia        | 11,43     |       |
| 4    | Jason Dennis Brown                       | Jamaica        | 11,84     |       |

### Semifinais
Semifinal 1
| Pos. | Atleta               | País          | Resultado | Notas |
| ---- | -------------------- | ------------- | --------- | ----- |
| 1    | Leinier Savón Pineda | Cuba          | 10,83     | Q     |
| 2    | Joan Munar Martínez  | Espanha       | 11,06     | q     |
| 3    | Hilton Langenhoven   | África do Sul | 11,27     |       |
| 4    | Zachary Shaw         | Reino Unido   | 11,35     |       |

Semifinal 2
| Pos. | Atleta                          | País          | Resultado | Notas |
| ---- | ------------------------------- | ------------- | --------- | ----- |
| 1    | Ndodomzi Ntutu                  | África do Sul | 11,01     | Q     |
| 2    | Fabricio Junior Barros Ferreira | Brasil        | 11,20     | q     |
| 3    | Mahdi Afri                      | Marrocos      | 11,24     |       |
| 4    | Mansur Abdirashidov             | Uzbequistão   | 11,38     |       |

### Final
| Pos.              | Atleta                          | País          | Resultado | Notas                 |
| ----------------- | ------------------------------- | ------------- | --------- | --------------------- |
| Medalha de ouro   | Leinier Savón Pineda            | Cuba          | 10,72     | Recorde do campeonato |
| Medalha de prata  | Ndodomzi Ntutu                  | África do Sul | 11,01     |                       |
| Medalha de bronze | Joan Munar Martínez             | Espanha       | 11,09     |                       |
| 4                 | Fabricio Junior Barros Ferreira | Brasil        | 11,14     |                       |

## Categoria T13
A disputa ocorreu em três rodadas preliminares e uma final, todas disputadas em 16 de julho. Os dois melhores de cada rodada preliminar (Q) garantiram vaga na final. Além disso, os dois melhores ainda não classificados (q), independentemente da rodada em que participaram, avançaram à final. Os resultados estão em segundos.

### Rodadas preliminares
Rodada preliminar 1
| Pos. | Atleta                 | País        | Resultado | Notas |
| ---- | ---------------------- | ----------- | --------- | ----- |
| 1    | Jason Smyth            | Irlanda     | 10,73     | Q     |
| 2    | Kesley Teodoro         | Brasil      | 10,94     | Q     |
| 3    | Radoslav Zlatanov      | Bulgária    | 11,04     | q     |
| 4    | Zak Skinner            | Reino Unido | 11,15     |       |
| 5    | Chadwick Campbell      | Jamaica     | 11,49     |       |
| 6    | Vegard Dragsund Nilsen | Noruega     | 11,68     |       |
| 7    | Islam Salimov          | Cazaquistão | 11,94     |       |

Rodada preliminar 2
| Pos. | Atleta                  | País    | Resultado | Notas |
| ---- | ----------------------- | ------- | --------- | ----- |
| 1    | Gustavo Henrique Araújo | Brasil  | 10,97     | Q     |
| 2    | Johannes Nambala        | Namíbia | 11,04     | Q     |
| 3    | Jakub Nicpoń            | Polónia | 11,30     |       |
| 4    | Liu Wei                 | China   | 11,43     |       |
| 5    | Axel Zorzi              | França  | 11,46     |       |
| 6    | Ivan José Cano Blanco   | Espanha | 12,19     |       |

Rodada preliminar 3
| Pos. | Atleta                   | País      | Resultado | Notas |
| ---- | ------------------------ | --------- | --------- | ----- |
| 1    | Chad Perris              | Austrália | 10,92     | Q     |
| 2    | Mateusz Michalski        | Polónia   | 10,97     | Q     |
| 3    | Philipp Handler          | Suíça     | 11,14     | q     |
| 4    | Mohamed Khatabou         | Marrocos  | 11,26     |       |
| 5    | Octavian Vasile Tucaliuc | Roménia   | 11,62     |       |
| 6    | Shakir Al-Gburi          | Iraque    | 11,72     |       |

### Final
| Pos.              | Atleta                  | País      | Resultado | Notas |
| ----------------- | ----------------------- | --------- | --------- | ----- |
| Medalha de ouro   | Jason Smyth             | Irlanda   | 10,63     |       |
| Medalha de prata  | Mateusz Michalski       | Polónia   | 10,95     |       |
| Medalha de bronze | Chad Perris             | Austrália | 10,96     |       |
| 4                 | Johannes Nambala        | Namíbia   | 11,00     |       |
| 5                 | Kesley Teodoro          | Brasil    | 11,04     |       |
| 6                 | Radoslav Zlatanov       | Bulgária  | 11,06     |       |
| 7                 | Philipp Handler         | Suíça     | 11,25     |       |
| 8                 | Gustavo Henrique Araújo | Brasil    | DQ        |       |

## Categoria T33
A disputa ocorreu em uma final única entre quatro atletas, em 15 de julho. Os resultados estão em segundos.
| Pos.              | Atleta          | País        | Resultado | Notas                 |
| ----------------- | --------------- | ----------- | --------- | --------------------- |
| Medalha de ouro   | Ahmad Almutairi | Kuwait      | 17,00     | Recorde do campeonato |
| Medalha de prata  | Toby Gold       | Reino Unido | 17,62     |                       |
| Medalha de bronze | Andrew Small    | Reino Unido | 17,78     |                       |
| 4                 | Daniel Bramall  | Reino Unido | 17,79     |                       |

## Categoria T34
A disputa ocorreu em duas rodadas preliminares e uma final, todas em 15 de julho. Os três melhores colocados de cada rodada preliminar (Q) garantiram vaga na final. Além disso, os dois melhores ainda não classificados (q), independentemente da rodada em que participaram, avançaram à final. Os resultados estão em segundos.

### Rodadas preliminares
Rodada preliminar 1
| Pos. | Atleta                     | País           | Resultado | Notas |
| ---- | -------------------------- | -------------- | --------- | ----- |
| 1    | Rheed McCracken            | Austrália      | 15,60     | Q     |
| 2    | Austin Smeenk              | Canadá         | 15,88     | Q     |
| 3    | Henry Manni                | Finlândia      | 15,99     | Q     |
| 4    | Mohammed Rashid Al-Kubaisi | Catar          | 16,70     | q     |
| 5    | Austin Pruitt              | Estados Unidos | 16,72     | q     |

Rodada preliminar 2
| Pos. | Atleta                | País                   | Resultado | Notas |
| ---- | --------------------- | ---------------------- | --------- | ----- |
| 1    | Walid Ktila           | Tunísia                | 15,15     | Q     |
| 2    | Mohamed Al-Hammadi    | Emirados Árabes Unidos | 16,05     | Q     |
| 3    | Bojan Mitic           | Suíça                  | 16,31     | Q     |
| 4    | Stefan Rusch          | Países Baixos          | 16,72     |       |
| 5    | Khalid Hamad Al-Hajri | Catar                  | 18,67     |       |

### Final
| Pos.              | Atleta                     | País                   | Resultado | Notas                 |
| ----------------- | -------------------------- | ---------------------- | --------- | --------------------- |
| Medalha de ouro   | Walid Ktila                | Tunísia                | 15,00     | Recorde do campeonato |
| Medalha de prata  | Rheed McCracken            | Austrália              | 15,40     |                       |
| Medalha de bronze | Mohamed Al-Hammadi         | Emirados Árabes Unidos | 15,75     |                       |
| 4                 | Austin Smeenk              | Canadá                 | 15,85     |                       |
| 5                 | Henry Manni                | Finlândia              | 15,88     |                       |
| 6                 | Bojan Mitic                | Suíça                  | 16,40     |                       |
| 7                 | Austin Pruitt              | Estados Unidos         | 16,78     |                       |
| 8                 | Mohammed Rashid Al-Kubaisi | Catar                  | 16,98     |                       |

## Categoria T37
A disputa ocorreu em duas rodadas preliminares e uma final, nos dias 19 e 20 de julho. Os três melhores colocados de cada rodada preliminar (Q) garantiram vaga na final. Além disso, os dois melhores ainda não classificados (q), independentemente da rodada em que participaram, avançaram à final. Os resultados estão em segundos.

### Rodadas preliminares
Rodada preliminar 1
| Pos. | Atleta          | País          | Resultado | Notas |
| ---- | --------------- | ------------- | --------- | ----- |
| 1    | Charl Du Toit   | África do Sul | 11,68     | Q     |
| 2    | Rhys Jones      | Reino Unido   | 11,69     | Q     |
| 3    | Odysseas Moulas | Grécia        | 12,66     | Q     |
| 4    | Amanat Kalkayev | Cazaquistão   | 12,79     |       |
| 5    | Shang Guangxu   | China         | 14,39     |       |
| 7    | Sajjad Alwahhah | Iraque        | DQ        |       |
| 7    | Mario Tataren   | Argentina     | DQ        |       |

Rodada preliminar 2
| Pos. | Atleta                     | País          | Resultado | Notas |
| ---- | -------------------------- | ------------- | --------- | ----- |
| 1    | Vladyslav Zahrebelnyi      | Ucrânia       | 11,72     | Q     |
| 2    | Mateus Evangelista Cardoso | Brasil        | 11,74     | Q     |
| 3    | Mostafa Fathalla Mohamed   | Egito         | 11,85     | Q     |
| 4    | Ruhan van Rooyen           | África do Sul | 12,41     | q     |
| 5    | Mateusz Owczarek           | Polónia       | 12,54     | q     |
| 6    | Iasonas Gantes             | Grécia        | 13,39     |       |

### Final
| Pos.              | Atleta                     | País          | Resultado | Notas |
| ----------------- | -------------------------- | ------------- | --------- | ----- |
| Medalha de ouro   | Mateus Evangelista Cardoso | Brasil        | 11,48     |       |
| Medalha de prata  | Charl Du Toit              | África do Sul | 11,55     |       |
| Medalha de bronze | Vladyslav Zahrebelnyi      | Ucrânia       | 11,69     |       |
| 4                 | Mostafa Fathalla Mohamed   | Egito         | 11,78     |       |
| 5                 | Rhys Jones                 | Reino Unido   | 11,88     |       |
| 6                 | Ruhan van Rooyen           | África do Sul | 12,56     |       |
| 7                 | Mateusz Owczarek           | Polónia       | 12,57     |       |
| 8                 | Odysseas Moulas            | Grécia        | 12,83     |       |

## Categoria T47
A disputa, que envolveu atletas das categorias T46 e T47, ocorreu em duas rodadas preliminares e uma final, nos dias 15 e 16 de julho. Os três melhores colocados de cada rodada preliminar (Q) garantiram vaga na final. Além disso, os dois melhores ainda não classificados (q), independentemente da rodada em que participaram, avançaram à final. Os resultados estão em segundos.

### Rodadas preliminares
Rodada preliminar 1
| Pos. | Atleta                       | País           | Resultado | Notas |
| ---- | ---------------------------- | -------------- | --------- | ----- |
| 1    | Petrúcio Ferreira dos Santos | Brasil         | 10,67     | Q     |
| 2    | Wang Hao                     | China          | 11,11     | Q     |
| 3    | Roderick Townsend-Roberts    | Estados Unidos | 11,15     | Q     |
| 4    | Tomoki Tagawa                | Japão          | 11,38     | q     |
| 5    | Tevaughn Kevin Thomas        | Jamaica        | 11,67     |       |
| 6    | Antoan Bozhilov              | Bulgária       | 11,69     |       |
| 7    | Christos Koutoulias          | Grécia         | 12,14     |       |

Rodada preliminar 2
| Pos. | Atleta                   | País                  | Resultado | Notas |
| ---- | ------------------------ | --------------------- | --------- | ----- |
| 1    | Michal Derus             | Polónia               | 10,87     | Q     |
| 2    | Yohansson Nascimento     | Brasil                | 10,91     | Q     |
| 3    | Tanner Wright            | Estados Unidos        | 11,02     | Q     |
| 4    | Braian Nahuel Villarreal | Argentina             | 11,37     | q     |
| 5    | Andonis Aresti           | Chipre                | 11,45     |       |
| 6    | Jack Briggs              | Estados Unidos        | 11,66     |       |
| 7    | Hajimu Ashida            | Japão                 | 11,80     |       |
| 8    | Ahmed Al Ksso            | Atletas Independentes | 12,18     |       |

### Final
| Pos.              | Atleta                       | País           | Resultado | Notas           |
| ----------------- | ---------------------------- | -------------- | --------- | --------------- |
| Medalha de ouro   | Petrúcio Ferreira dos Santos | Brasil         | 10,53     | Recorde mundial |
| Medalha de prata  | Yohansson Nascimento         | Brasil         | 10,80     |                 |
| Medalha de bronze | Michal Derus                 | Polónia        | 10,81     |                 |
| 4                 | Tanner Wright                | Estados Unidos | 11,05     |                 |
| 5                 | Wang Hao                     | China          | 11,11     |                 |
| 6                 | Roderick Townsend-Roberts    | Estados Unidos | 11,22     |                 |
| 7                 | Braian Nahuel Villarreal     | Argentina      | 11,34     |                 |
| 8                 | Tomoki Tagawa                | Japão          | 11,54     |                 |

## Categoria T54
A disputa ocorreu em duas rodadas preliminares e uma final, todas em 14 de julho. Os três melhores colocados de cada rodada preliminar (Q) garantiram vaga na final. Além disso, os dois melhores ainda não classificados (q), independentemente da rodada em que participaram, avançaram à final. Os resultados estão em segundos.

### Rodadas preliminares
Rodada preliminar 1
| Pos. | Atleta            | País                   | Resultado | Notas |
| ---- | ----------------- | ---------------------- | --------- | ----- |
| 1    | Liu Yang          | China                  | 14,09     | Q     |
| 2    | Kenny van Weeghel | Países Baixos          | 14,26     | Q     |
| 3    | Saichon Konjen    | Tailândia              | 14,45     | Q     |
| 4    | Tomoki Ikoma      | Japão                  | 14,70     | q     |
| 5    | Esa-Pekka Mattila | Finlândia              | 15,09     |       |
| 6    | David Scherer     | Alemanha               | 15,11     |       |
| 7    | Niklas Almers     | Suécia                 | 15,17     |       |
| 8    | Isaiah Christophe | Canadá                 | 15,38     |       |
| 9    | Fahad Mohammad    | Emirados Árabes Unidos | 15,48     |       |

Rodada preliminar 2
| Pos. | Atleta           | País                   | Resultado | Notas |
| ---- | ---------------- | ---------------------- | --------- | ----- |
| 1    | Leo Pekka Tahti  | Finlândia              | 13,92     | Q     |
| 2    | Erik Hightower   | Estados Unidos         | 14,45     | Q     |
| 3    | Marc Schuh       | Alemanha               | 14,76     | Q     |
| 4    | Curtis Thom      | Canadá                 | 14,76     | q     |
| 5    | Ekkachai Janthon | Tailândia              | 15,10     |       |
| 6    | Yuki Nishi       | Japão                  | 15,16     |       |
| 7    | Adil Al-Blooshi  | Emirados Árabes Unidos | 15,47     |       |
| 8    | Jabari Knight    | Trinidad e Tobago      | 17,16     |       |

### Final
| Pos.              | Atleta            | País           | Resultado | Notas |
| ----------------- | ----------------- | -------------- | --------- | ----- |
| Medalha de ouro   | Leo Pekka Tahti   | Finlândia      | 13,95     |       |
| Medalha de prata  | Liu Yang          | China          | 14,07     |       |
| Medalha de bronze | Kenny van Weeghel | Países Baixos  | 14,25     |       |
| 4                 | Saichon Konjen    | Tailândia      | 14,54     |       |
| 5                 | Erik Hightower    | Estados Unidos | 14,62     |       |
| 6                 | Marc Schuh        | Alemanha       | 14,66     |       |
| 7                 | Curtis Thom       | Canadá         | 14,78     |       |
| 8                 | Tomoki Ikoma      | Japão          | 14,86     |       |